# Egsdorfer Horst
Der Egsdorfer Horst  ist eine von vier Inseln im Teupitzer See im Landkreis Dahme-Spreewald in Brandenburg. Dieser ist Teil der Teupitzer Gewässer.

## Lage
Die Insel liegt im südwestlichen Bereich des Sees und westlich des Stadtzentrums. Sie hat eine längliche, in Nord-Süd-Richtung gestreckte Form und ist rund 700 Meter lang und bis zu 240 Meter breit. In rund 340 Metern Entfernung ist das Ufer des Teupitzer Ortsteils Neuendorf. Der namensgebende Ortsteil Egsdorf liegt rund 430 Meter in westlicher Richtung. Nordwestlich liegt die deutlich kleinere Insel Tornows Werderchen, auch Liebesinsel genannt. Zwei weitere, unbenannte Inseln befinden sich im östlichen Teil des Sees.

## Geschichte
Die Insel ist wie auch der See natürlichen Ursprungs und gehörte zu den Ländereien des Schlosses in Teupitz. Bauern betrieben dort zeitweilig Landwirtschaft. Mit dem Wegfall der Rittergüter im Jahr 1927 gelangte die Insel in den Besitz der Stadt. Sie erstellte einen Bebauungsplan, der eine Grundstücksteilung vorsah, um einzelne Parzellen zu verkaufen. Die Vermarktung übernahm die Märkische Wochenend-Gesellschaft. Zu den Käufern zählten beispielsweise der Chemiker Erich Correns, der zugleich Präsident des Nationalrates der Nationalen Front der DDR war. Von 1930 konnte die Insel über einen regelmäßig stattfindenden Fährverkehr von Teupitz aus erreicht werden. Ein weiterer Käufer war der Urologe Moritz Mebel, der 1962 ein Grundstück auf dem Eiland erwarb. 1979 erfolgte der Anschluss an das elektrische Stromnetz.
Nach der Wende stellten zahlreiche Eigentümer Rückübertragungsansprüche. Einige davon wurden abgelehnt, beispielsweise das der Erben des Bildhauers Arno Breker, der 1939 ein Grundstück erwarb und sich in der Kunst im Nationalsozialismus engagierte. Ebenfalls abgelehnt wurde ein Rückübertragungsanspruch von Harro Schulze-Boysen. Der Offizier der Luftwaffe und führende Widerstandskämpfer gegen den Nationalsozialismus innerhalb der sogenannten Roten Kapelle erwarb 1942 ein Grundstück, wurde aber vor der Eintragung in das Grundbuch verhaftet.